# Paul-Speiser-Hof

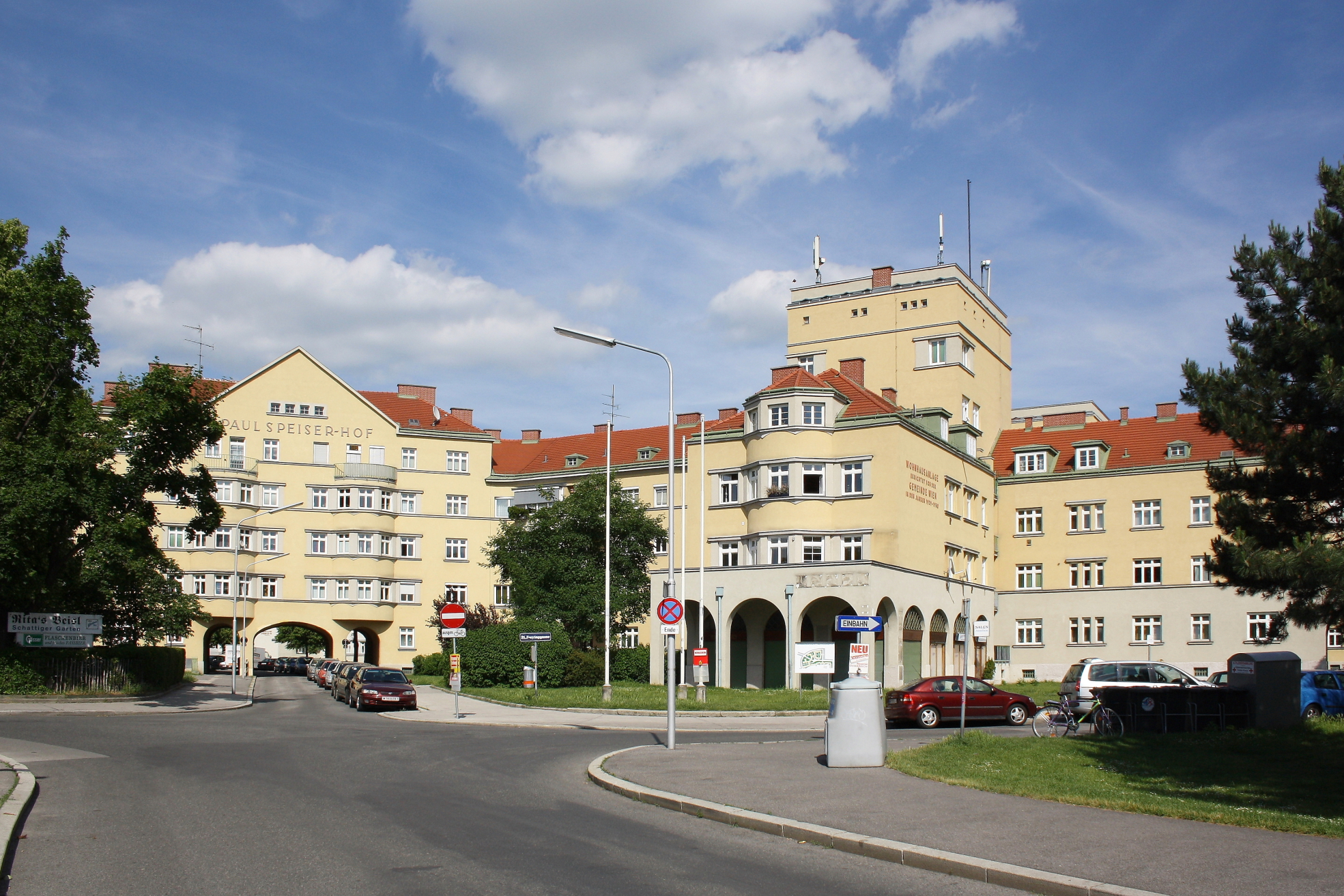
Der denkmalgeschützte Paul-Speiser-Hof im Wiener Bezirk Floridsdorf

Der Paul-Speiser-Hof ist eine von mehreren städtischen Wohnhausanlagen im 21. Wiener Gemeindebezirk Floridsdorf. Der Gemeindebau wurde ab 1929 teilweise auf dem Grundstück des Floridsdorfer AC erbaut und in den Jahren 1931 und 1932 innerhalb der dritten Bauphase durch Leopold Bauer abgeschlossen. Der Gemeindebau wurde 1948 nach dem Politiker Paul Speiser benannt. Zwischen 1997 und 2000 wurde der Hof saniert.

## Architektur
Die Wohnanlage setzt sich aus drei voneinander unabhängigen Wohnblöcken zusammen, welche von den Architekten Leopold Bauer, Karl Scheffel, Ernst Lichtblau und Hans Glaser geplant wurden. Der erste Bauteil, eine durch Risalite, Erker und Aufsätze stark plastisch gegliederte Gassenüberbauung mit Torhalle und Straßenhof zum Broßmannplatz, liegt südlich und erstreckt sich über einen U-förmigen Grundriss. Der Bauteil I wurde von Hans Glaser und Karl Scheffel entworfen und erinnert mit seinen drei Rundbogendurchgängen und dem Spitzgiebel an der Hauptfassade an alte Zinshäuser. Der zweite von Ernst Lichtblau geplante Bauteil, welcher im Norden anschließt, verfügt über vier Geschoße und besitzt die Form eines Vierkanthofes. Darüber hinaus besitzt dieser Hof verglaste Loggien und Balkons, die im Zuge einer Hofumbauung im internationalen Stil hinzugefügt wurden. Der dritte Bauteil von Leopold Bauer, ein fünfgeschoßiges Wohnhaus, erstreckt sich ebenfalls entlang der Freytaggasse und ist in risalitartige Bauteile über den Stiegengängen gegliedert. Darüber hinaus sind auch seine Fensterreihen mittels rahmender Gesimse zusammengefasst. Wie bereits der zweite Bauteil bildet auch dieser einen Kontrast zum ersten Wohnbau, da die Anlage in einem zurückhaltenden, sachlichen Stil entworfen wurde.
Ernst Lichtblau realisierte im Laufe seiner Karriere zwei Gemeindebauten, wobei der Paul-Speiser-Hof der zweite ist. Der sich bis dahin überwiegend mit Einzelbauten und Inneneinrichtung beschäftigende Wiener löste sich mit der Gestaltung des Bauabschnittes II des Paul-Speiser-Hofs von der bis dahin üblichen Gestaltung der Gemeindebauten. Er orientierte sich an zweckmäßigen Kriterien, die der Entstehungszeit entsprachen, indem er beispielsweise glatte Fassaden und verglaste Erker bevorzugte. Der Paul-Speiser-Hof weist weiters einige architektonische Besonderheiten auf. Vor allem der geplante und realisierte Teil Lichtblaus gilt als besonders gelungen. Das Zusammenspiel von Bäumen als Naturkomponente und den vorhandenen Loggien und Balkonen schafft ein stimmiges Bild und ist somit für die Bewohner während der Frühlingszeit eine Oase der Ruhe. In dieser Jahreszeit können hier in ruhiger Umgebung Frühlingsboten in Form von Wiesenblumen entdeckt werden. Schon Karl Mang, ein bedeutender Architekt und Architekturtheoretiker, war ein großer Bewunderer dieses Wohnbaus.

## Geschichte
Die erste Bauphase des Paul-Speiser-Hofs, der sich in der Nähe der U6 und S-Bahn-Station Floridsdorf befindet, wurde ab 1929 durch Hans Glaser und Karl Scheffel begonnen. Der Hof wurde zum Teil auf dem Gelände des Floridsdorfer Athletik-Clubs (FAC) und auf dem aufgeschütteten Gebiet der Donauregulierung (1870–1875) errichtet. Die zweite Bauphase (1930–1931), geplant von Ernst Lichtblau, erweiterte die Anlage über die Franklinstraße. Leopold Bauer hat die Bauarbeiten des Paul-Speiser-Hofs in der dritten Bauphase abgeschlossen (1931–1932).
Während der Februarkämpfe 1934 war der Paul-Speiser-Hof, welcher damals FAC-Hof genannt wurde, ein bedeutender Ort des Widerstandes durch den Schutzbund. Im Bereich des Nordbahndammes und der Schrebergärten verteidigten die Arbeiter dieses Wohnhaus gegen die Truppen des Dollfuß-Regimes. Die Widerstandskämpfer stellten dadurch ein wesentliches Problem für die Polizei sowie für das Militär dar, die sich gewaltsam Zutritt zum Hof verschaffen mussten. Der FAC-Hof, in dem wichtige Tätigkeiten der Schutzbündler stattfanden, wurde durch Minenwerfer teilweise zerstört.
Bis heute erinnert eine Gedenktafel in der Freytagstraße an den Namensgeber des Paul-Speiser-Hofes. Paul Speiser (1877–1947) war nicht nur als Lehrer tätig, sondern engagierte sich auch vor und nach dem Zweiten Weltkrieg in der Sozialdemokratischen Partei als Vizebürgermeister und Stadtrat. Bis 1948 war der Paul-Speiser-Hof als FAC Bau bekannt, da dieser auf Teilen des Floridsdorfer Athletik-Klubs erbaut war. Am 12. Oktober 1948 wurde durch den Gemeindeausschuss für Kultur die Namensänderung von FAC Bau auf Paul-Speiser-Hof beschlossen. Der Bau zeichnet sich durch seine kubischen Merkmale sowie durch die verglaste Fassadengestaltung an den eckigen Vorsprüngen aus.
Im südlichen Bauabschnitt befinden sich ein Denkmal sowie eine Gedenktafel, welche an den Namensgeber des Hofes erinnern. 1988 begannen Umbauarbeiten, bei denen Aufzüge installiert wurden, worauf von 1997 bis 2000 Sanierungsarbeiten erfolgten, bei welchen der Gemeindebau an die Fernwärme Wien angeschlossen wurde. Im Zuge dessen wurden Dach, Fenster, Türen und Fassade modernisiert, wodurch Heizkosten und Umweltbelastung reduziert werden konnten.